# Ingeborg Bukor
Ingeborg Bukor (* 10. Januar 1926 in Wien; † 19. Januar 1986 in Lübeck) war eine deutsche Bildhauerin.

## Leben
Ingeborg Bukor war die Tochter des Bildhauers Hans Bukor (* 27. November 1899 in Wien; † Juli 1978 in Lohr am Main).
Sie verbrachte einen Großteil ihrer Schulzeit in Frankfurt am Main und arbeitete nach dem Zweiten Weltkrieg in der Bildhauerwerkstatt ihres Vaters in Lohr am Main.
1948 studierte sie Freie und Angewandte Plastik bei Adolf Wamper und Erwin Schutzbach (1909–1993) an der Folkwang-Werkschule in Essen und blieb auch nach Studienabschluss 1953 vorerst in Essen, dort erhielt sie Aufträge von Firmen, Behörden und Privatpersonen, beteiligte sich an verschiedenen Wettbewerben und beschäftigte sich mit grafischen Aufgaben. Außerdem war sie zeitweilig im Nebenberuf als Lehrerin und Volkshochschuldozentin tätig.
Von 1972 bis zu ihrem Tod in Lübeck hielt sie sich in Lübeck auf. Nach dem Umzug lebte sie in einem spätgotischen Haus in der Lübecker Altstadt in einer Arbeitsgemeinschaft mit einer Restauratorin, sodass sie Gelegenheit hatte, von Zeit zu Zeit bei Restaurierungsprojekten mitzuarbeiten. So war sie auch Mitglied des Restaurierungsteams der Lübecker Triumphkreuzgruppe vom 26. Mai bis 24. September 1975, vom 1. Mai bis 31. Juli 1976 und vom 4. Juli bis 21. Oktober 1977.

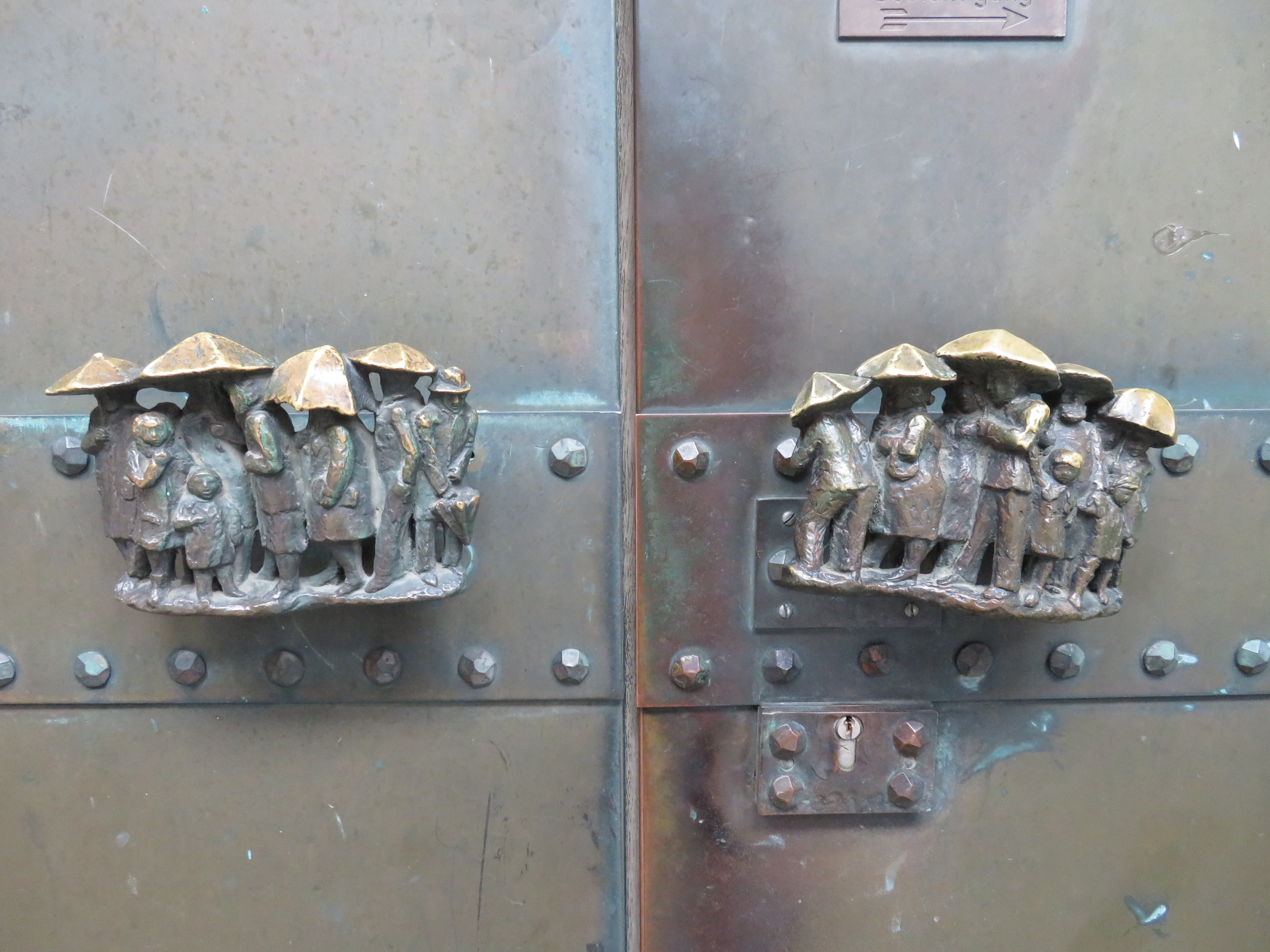
Türgriffe für die Briefkapelle an der St. Marien zu Lübeck

Ihre erste große Steinfigur entstand 1961, dieser folgten in den darauffolgenden Jahren weitere Aufträge im Rahmen von „Kunst am Bau“. Daneben entstanden in den Lübecker Jahren einige Porträts und kleinere Arbeiten, unter anderem die Türgriffe für die hochgotische Briefkapelle an der St. Marien zu Lübeck.
Neben ihrer Beteiligung an zahlreichen Gruppenausstellungen, unter anderem vom Berufsverband der Bildenden Künstler Schleswig-Holstein sowie des Berufsverbandes der Bildenden Künstler Ruhr und der Düsseldorfer Künstlerinnen, gab sie auch Einzelausstellungen, so erstmals 1980 im Städtischen Museum Göttingen, 1983 im Stormarnhaus in Bad Oldesloe und 1985 im Schloss Borbeck in Essen.

### Künstlerisches Wirken
Im Mittelpunkt ihres künstlerischen Schaffens stand der Mensch; sie führte Einzelfiguren und Gruppen in vereinfachenden, zur Abstraktion tendierenden Formen aus. Seit Anfang der 1960er Jahre schuf sie Menschen- und Tiergruppen, deren einzelne Körper in den flächenhaften Verband der übrigen mit Eingehen und dadurch Stabilität gewinnen. Für ihre, zum Teil lebensgroßen, Skulpturen bevorzugte sie als Material neben Bronze und Gips auch besonders gern Modellierbeton.
Ihr künstlerischer Nachlass wird im Emschertal-Museum in Herne und ihr schriftlicher Nachlass im Archiv für bildende Künste im Germanischen Nationalmuseum in Nürnberg aufbewahrt. Bildhauerische Arbeiten befinden sich auch in der Städtischen Galerie im Schlosspark Strünkede.

## Ehrungen und Auszeichnungen
1987 fanden Gedächtnisausstellungen im Ostchor des Lübecker Doms und im Emschertal-Museum in Herne statt.

## Werke (Auswahl)
- Türklinke der Briefkapelle der Marienkirche in Lübeck.[5]
- Wildpferdrelief an der Mädchenrealschule in Essen-Altenessen 1961.
- Junge und Mädchen in der Hinselerschule in Essen-Überruhr 1962/1963.
- Zufriedener Bürger in Fünfhausen Ratzeburg 1979.[6]
- Der Spitz in der Schule Wilhelmshöhe in Lübeck. 1986.[7]
- Frau Baumann, Landeskrankenhaus in Schleswig.